# Ula (Salme)
Ula – wieś w Estonii, w prowincji Sarema, w gminie Salme.